# Moimenta (Vinhais)
Moimenta ist ein Ort und eine ehemalige Gemeinde (Freguesia) im portugiesischen Kreis Vinhais. Die Gemeinde hatte 168 Einwohner (Stand 30. Juni 2011).
Am 29. September 2013 wurden die Gemeinden Moimenta und Montouto zur neuen Gemeinde União das Freguesias de Moimenta e Montouto zusammengeschlossen. Moimenta ist Sitz dieser neu gebildeten Gemeinde.